# Chala (jezioro)

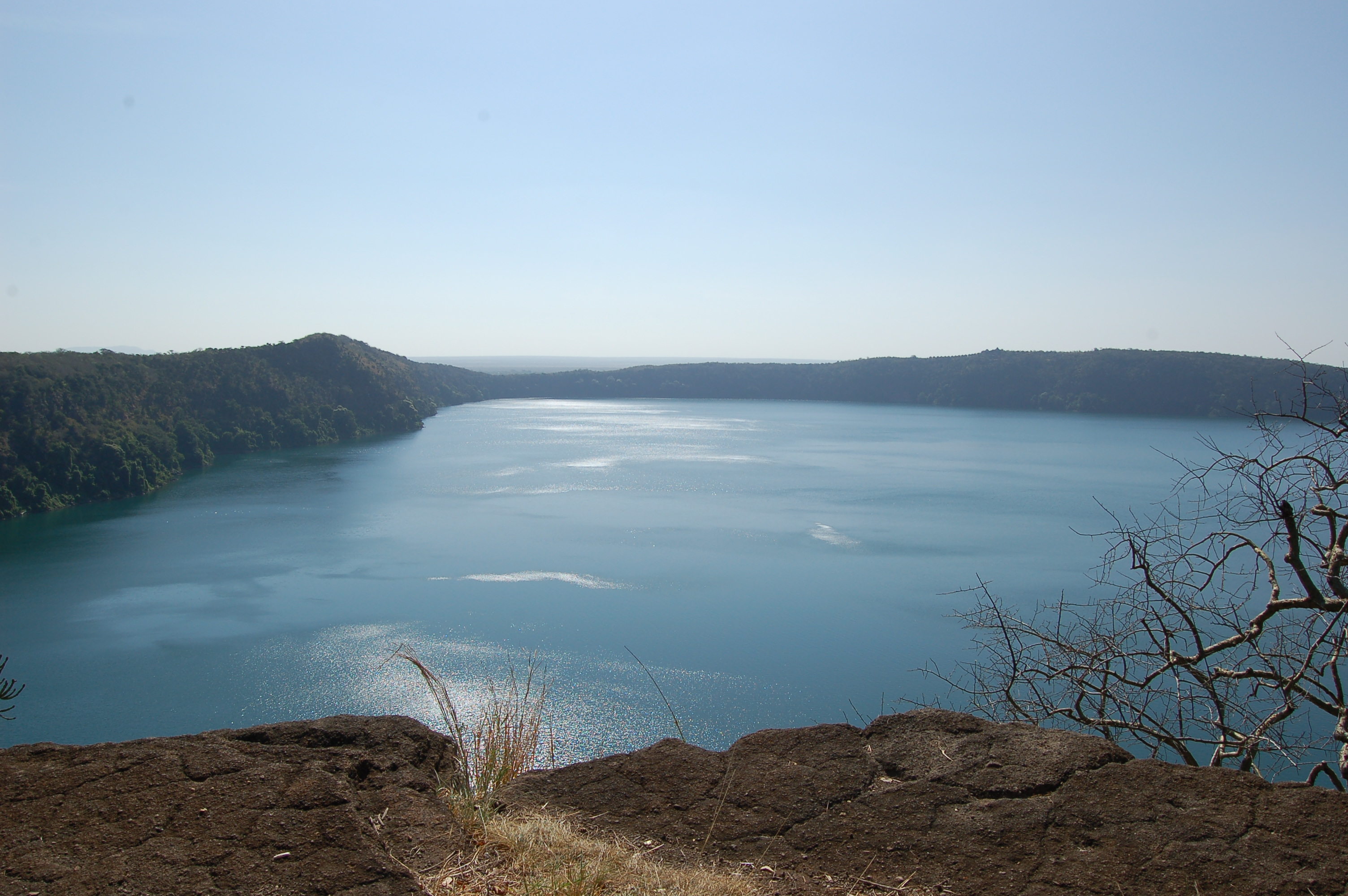
Jezioro Chala

Chala (również Challa) – jezioro wulkaniczne położone na granicy między Kenią i Tanzanią. Znajduje się ono na wschód od Kilimandżaro, 8 kilometrów na północ od Tavety w Kenii.
Jezioro Chala powstało około 250 000 lat temu. Położone jest na wysokości 880 m n.p.m i otoczone stromą krawędzią krateru o maksymalnej wysokości 170 metrów. Jego powierzchnia wynosi 4,2 km².
Jezioro zasilane jest strumieniami wód podziemnych, które pochodzą z Kilimandżaro. Woda przy dnie jeziora ma stałą temperaturę 22,3°C i jest beztlenowa.
Endemitem żyjącym w jeziorze jest Oreochromis hunteri, ryba, która w czerwonej księdze IUCN została uznana za gatunek krytycznie zagrożony.